# داسو ميركيور
داسو ميركيور (بالإنجليزية: Dassault Mercure)‏، كانت طائرة فرنسية، ذات بدن ضيق تدفع بمحركين. اقترح بنائها في عام 1967، وقامت بأول رحلة في عام 1973، وآخر طيران لها كان في عام 1995. والطائرة خدمت مع إير إنتر (Air Inter) فقط، ولم تحقق سوى نجاحا بسيط، مما أدى في نهاية المطاف إلى إيقاف إنتاج الطائرة وذلك بعد أن بنيت 12 طائرة فقط، في الفترة ما بين عامي 1971-1975.

## التاريخ التشغيلي

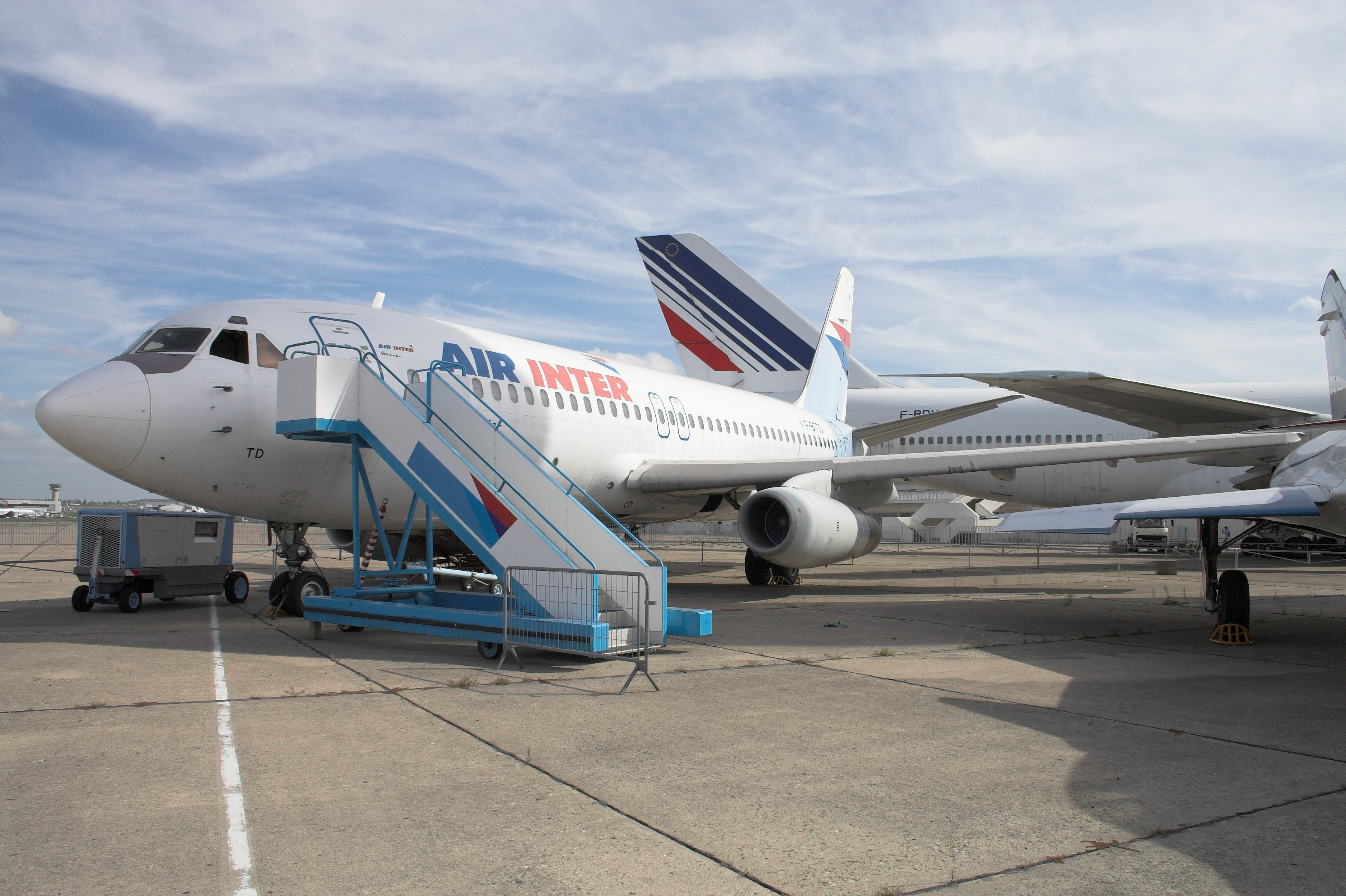
ميركيور معروضة في متحف في مطار لو بورجيه في باريس

## المشغلين
فرنسا
- إير إنتر

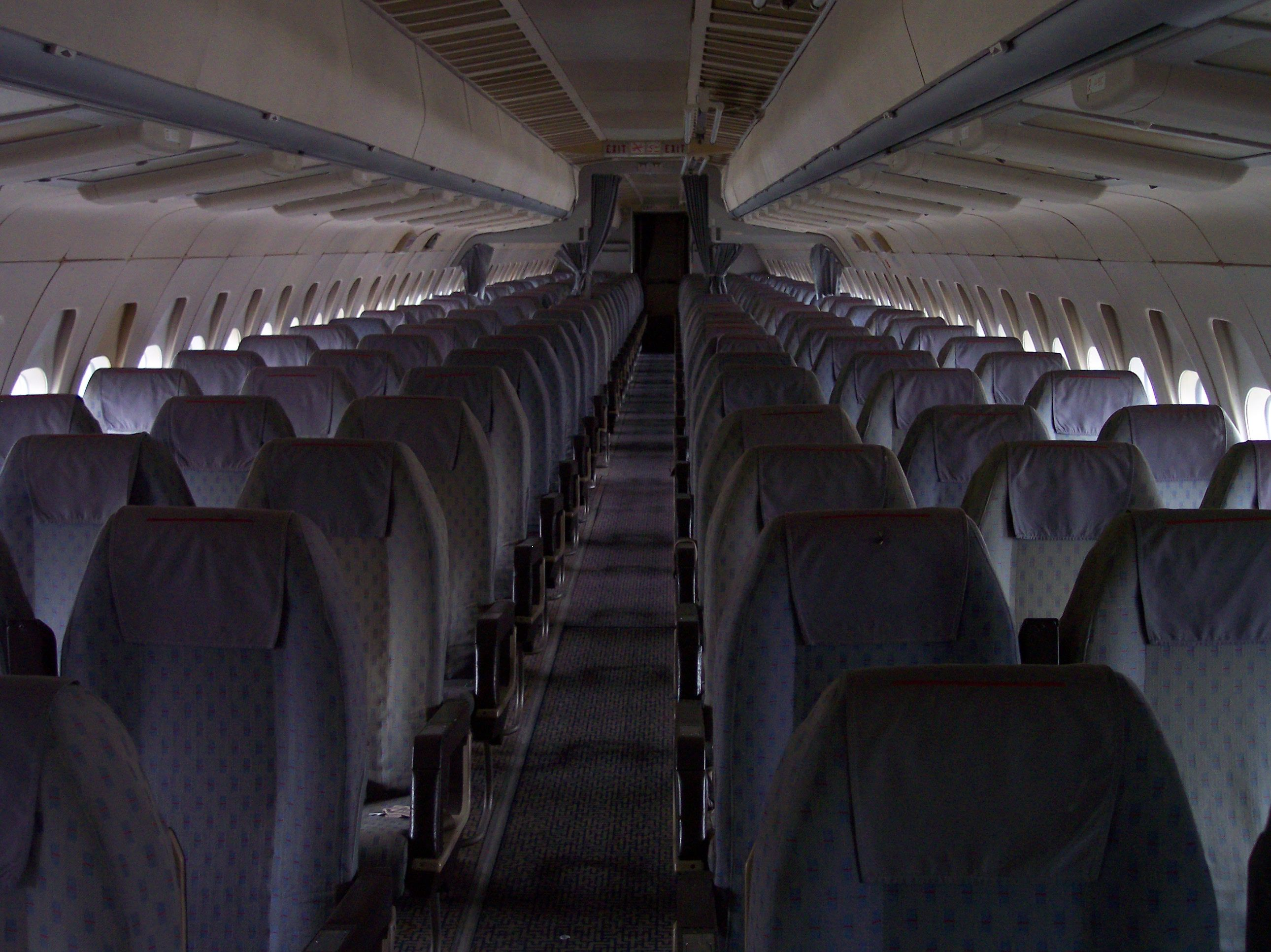
مقصورة الركاب في طائرة داسو ميركيور تابعة لطيران أنتير.

- Ecole Supérieure des Métiers de l'Aéronautique

## مواصفات

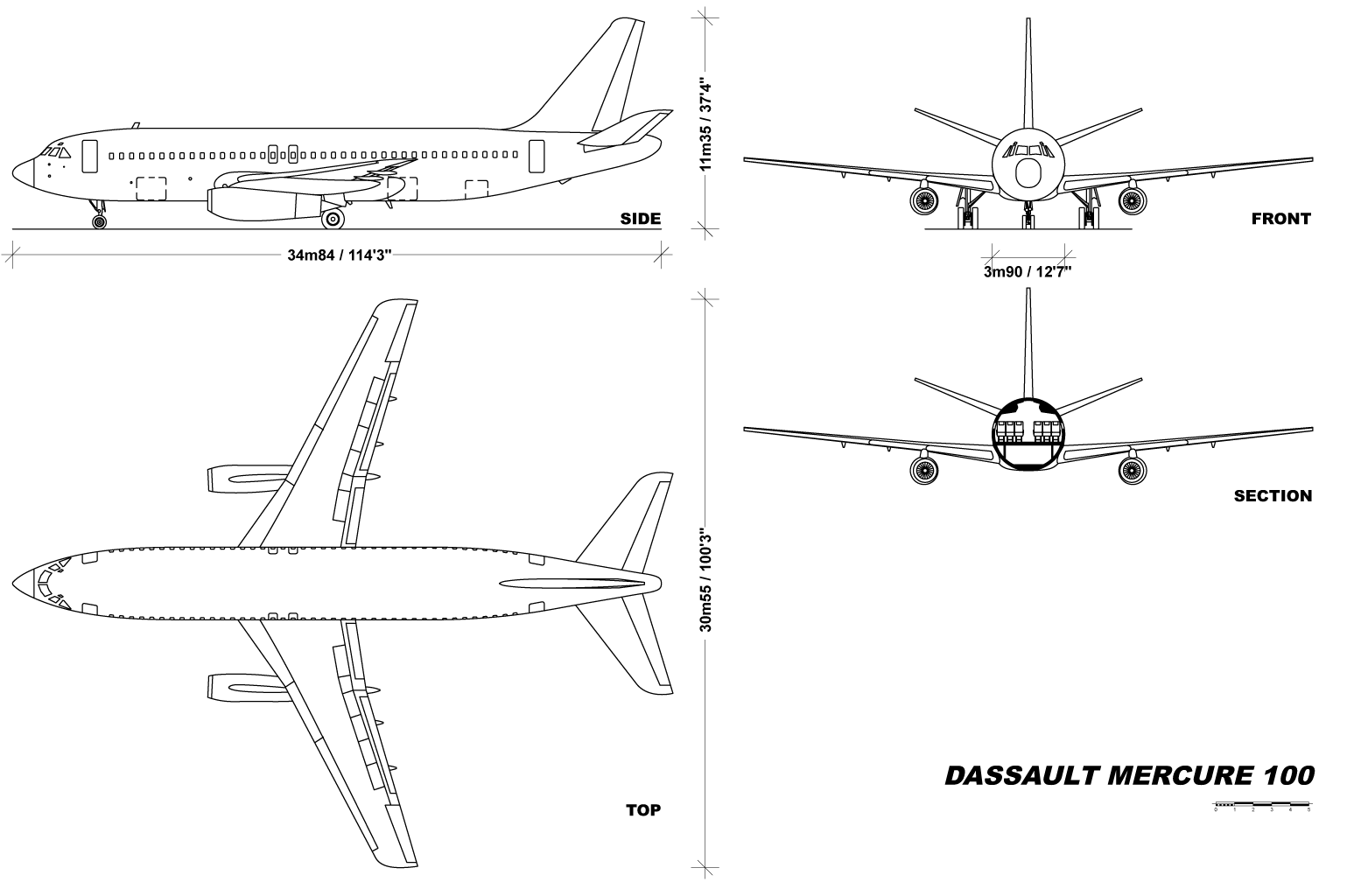
Line drawings of Dassault Mercure 100

البيانات من Jane's All The World's Aircraft 1976–77
الخصائص العامة
- الطاقم: 3: pilot, co-pilot and flight engineer
- السعة: 162 passengers (high density layout)
- الطول: 34.84 m (114 ft 31⁄2 in)
- باع الجناح: 30.55 m (100 ft 3 in)
- الارتفاع: 11.36 m (37 ft 31⁄4 in)
- مساحة الجناح : 116 m²[2] (1,248 ft²)
- نسبة باعية (جناح): 8:1
- الوزن فارغة: 31,800 kg (69,960 lb)
- وزن الإقلاع الأقصى: 56,500 kg (124,300 lb)
- محرك الطائرة: 2 × برات آند ويتني جيه تي 8 دي-15 محرك عنفي مروحيs, 68.9 kN (15,500 lbf) الواحد

الأداء
- السرعة القصوى: 926 km/h (500 knots, 575 mph)
- سرعة العبور: 825 km/h (446 knots, 512 mph) (range cruise)[2]
- مدى (طائرة): 2,084 km (1,125 nmi, 1,295 mi)
- سقف الخدمة: 12,000 m[بحاجة لمصدر] (39,000 ft)
- معدل الصعود: 16.7 m/s (3,300 ft/min)
- Takeoff roll: 2,100 m (6,900 ft)
- Landing roll: 1,755 m (5,670 ft)

### وصلات خارجية
- يوتيوب فيديو لطائرة ميركيور تابعة لطيران انتر